# Aterpnodes rubripennis
Aterpnodes rubripennis là một loài bướm đêm trong họ Geometridae.